# オーラルセックス
オーラルセックス（英語: oral sex）または口内性交、口淫とは、唇や舌を使用して行う性交類似行為のこと。これは、男性器を口腔などで愛撫するフェラチオ、女性器を口唇などで愛撫するクンニリングス、また同時に相互の性器を口で愛撫しあうシックスナインなどの種類に分かれる。

## 概要

フェラチオ

クンニリングス

オーラルセックスは、性行為の前戯としての役割が強く、ベッドなど性交が行われる場所でその延長線上的に行われることが多い。

## 性病・口腔癌・舌癌・喉頭癌の危険性について
オーラルセックスでも相手の体液に直接接触するので、性感染症に感染する危険性がある。
フェラチオをする者が歯を磨いた後や歯周病などにより出血している場合、キスなどと同様に相手の男性をヘルペスウイルスなどに感染させる、もしくは自分が感染させられる可能性がある。
ヒト免疫不全ウイルス（HIV）は、血液や男性の精液に多く含まれる。このため、もし男性がHIVに感染していて、相手の口の中や目の周囲に射精した場合、相手をHIVに感染させてしまうという通常の性行為同様の危険性がある。
性病の予防にはコンドームの使用が望ましい。
2006年に、米マルム大学の学部の研究は、HPV（ヒトパピローマウイルス）に感染している人に対して無防備なオーラルセックスを行うことが口腔癌の危険性を増す可能性が高いことを明らかしている。調査では、がん患者におけるヒトパピローマウイルスに感染した者の率は36％で、健康な人々における感染者率1％と比較して明らかに高い確率でHPVを持っていることされている。

## 法律
厳格な法律が多いシンガポールでは、前戯の延長線上以外の目的でオーラルセックスをすることが2006年まで法律で禁止されていた。

## 類似行為
- フェラチオ
- イラマチオ
- クンニリングス
- シックスナイン